# Староюмралинское сельское поселение
Староюмралинское се́льское поселе́ние — муниципальное образование в Апастовском районе Татарстана Российской Федерации.
Административный центр — село Старый Юмралы.

## История
Статус и границы сельского поселения установлены Законом Республики Татарстан от 31 января 2005 года № 8-ЗРТ «Об установлении границ территорий и статусе муниципального образования "Апастовский муниципальный район" и муниципальных образований в его составе»

## Население
| 2010 | 2011 | 2012 | 2013 | 2014 | 2015 | 2016 |
| ---- | ---- | ---- | ---- | ---- | ---- | ---- |
| 627  | ↘623 | ↘608 | ↘600 | →600 | ↘578 | ↘569 |
| 2017 | 2018 |      |      |      |      |      |
| ↘561 | ↘543 |      |      |      |      |      |

## Состав сельского поселения
| № | Населённый пункт      | Тип населённого пункта       | Население |
| - | --------------------- | ---------------------------- | --------- |
| 1 | Карабаево             | деревня                      |           |
| 2 | Новопоселенное Ишеево | деревня                      |           |
| 3 | Старый Юмралы         | село, административный центр |           |